# Municipio de Superior (Iowa)
El municipio de Superior (en inglés: Superior Township) es un municipio ubicado en el condado de Dickinson en el estado estadounidense de Iowa. En el año 2010 tenía una población de 270 habitantes y una densidad poblacional de 3,62 personas por km².

## Geografía
El municipio de Superior se encuentra ubicado en las coordenadas 43°27′43″N 94°57′58″O / 43.46194, -94.96611. Según la Oficina del Censo de los Estados Unidos, el municipio tiene una superficie total de 74.64 km², de la cual 73,27 km² corresponden a tierra firme y (1,84 %) 1,37 km² es agua.

## Demografía
Según el censo de 2010, había 270 personas residiendo en el municipio de Superior. La densidad de población era de 3,62 hab./km². De los 270 habitantes, el municipio de Superior estaba compuesto por el 100 % blancos. Del total de la población el 1,85 % eran hispanos o latinos de cualquier raza.